# Anomala ayjikcala
Anomala ayjikcala är en skalbaggsart som beskrevs av Moron och Nogueira 2002. Anomala ayjikcala ingår i släktet Anomala och familjen Rutelidae. Inga underarter finns listade i Catalogue of Life.